# .450/400 Nitro Express
El .450/400 Nitro Express es un cartucho Nitro Express de rifle que está producido en dos longitudes de casquillo: 2⅜-pulgadas y 3¼-pulgadas, para ser usado en rifles rifles dobles y monotiro.

## Desarrollo
Tanto el .450/400 2⅜ pulgadas NE y .450/400 3¼ pulgadas NE fueron originalmente creados para cargar el .450/400 Black Powder Express con cordita.

### .450/400 Nitro Express 2⅜ Pulgadas
Estuvo cargado con una bala de 400 granos y 42 o 43 granos de cordita generando mayores presiones que la versión de pólvora negra del cartucho, por lo que fue desarrollado para rifles más modernos.

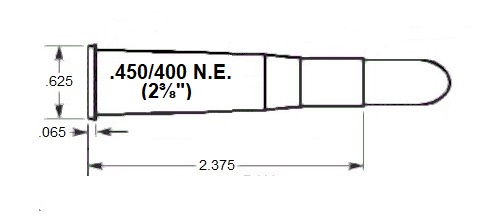

### .450/400 Nitro Express 3 Pulgadas
Más conocido como el .400 Jeffery Nitro Express.

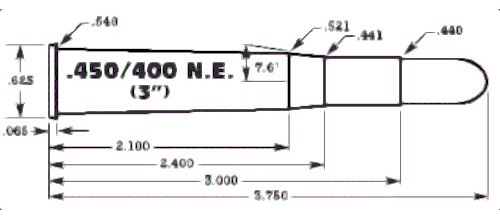

### .450/400 Nitro Express 3¼ Pulgadas

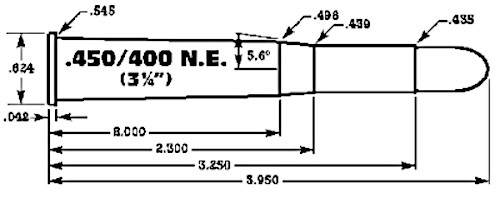

Despide una bala enchaquetada de 400 granos cargadas con 56 - 60 g de cordita, a una velocidad de 2,150 pies por segundo (660 m/s).Los rifles 450/400 NE 3¼pulgadas eran más pesados y el mínimo considerado para la caza de animales peligrosos.

## Uso deportivo
El .450/400 NE, ambos, el de 3  pulgadas y las versiones de 3¼ pulgadas fueron muy populares en África e India, antes de la introducción del .375 Holland & Holland Magnum.  Ambos cartuchos eran extremadamente populares en India entre Maharajás y cazadores británicos para cazar tigre.
En su libro "African Rifles and Cartridges", John "Pondoro" Taylor declaró que ambos, el de 3-pulgadas y 3¼-pulgadas, eran adecuados para toda especie africana en casi todas las condiciones aplicables cuando son usadas por un cazador experimentado.

### Footnotes
1. ↑  «Kynoch.». Archivado desde el original el 1 de enero de 2015. Consultado el 15 de noviembre de 2015.
2. ↑  Barnes.
3. ↑  Roberts
4. ↑  Taylor.